# Live Session EP
Live Session EP jest EP wydanym przez Panic! at the Disco 13 czerwca 2006 roku. Jest dostępnym jedynie jako cyfrowe wydanie do ściągnięcia z iTunes Store. Zawiera bardziej akustyczne wersje piosenek, usuwając elementy elektroniki z oryginalnych wersji.

## Lista utworów
1. "I Write Sins Not Tragedies" (Live) – 3:06
2. "Lying Is the Most Fun a Girl Can Have Without Taking Her Clothes Off" (Live) – 3:09
3. "But It’s Better If You Do" (Live) – 2:50